# Макарий (Комогоров)
Епископ Макарий (в миру Николай Сергеевич Комогоров; род. 3 февраля 1985, Бийск, Алтайский край, РСФСР) — архиерей Русской православной церкви, епископ Козельский и Людиновский.
Тезоименитство — 30 декабря (12) января (память святителя Макария, митрополита Московского).

## Биография
Родился 3 февраля 1985 года в городе Бийске Алтайского края. В 1987 году был крещён в Успенском кафедральном соборе города Бийска.
В 1991—2002 годах учился в Бийском лицее Алтайского края. В 2003—2005 годах служил в Инженерных войсках ВС РФ.
В 2005—2010 годах учился в Калужской духовной семинарии.
17 декабря 2009 года пострижен в иночество с именем Николай в честь святителя Николая Мирликийского. 2 января 2011 года пострижен в монашество с именем Макарий в честь святителя Макария, митрополита Московского.
9 января 2010 года митрополитом Калужским и Боровским Климентом в храме Рождества Христова города Обнинска Калужской области рукоположён в сан иеродиакона.
А 20 февраля 2011 года в Никольском соборе Малоярославецкого Черноостровского женского монастыря был рукоположён в сан иеромонаха.
С 2005 года является насельником Рождества Пресвятой Богородицы Пафнутьево-Боровского монастыря. В 2005—2011 годах — старший подсобного хозяйства. В 2006—2012 годах был регентом братского хора. В 2010—2012 годах — помощник наместника, а с 2012 года — скитоначальник монастырского скита в честь преподобного Никиты Радонежского и Боровского.
В 2012—2021 годах — помощник председателя Издательского совета Русской православной церкви. С 15 апреля 2021 года — заместитель председателя Издательского совета РПЦ.
В 2020 году окончил Санкт-Петербургскую духовную академию. С 2021 года проходит обучение на заочном отделении Общецерковной аспирантуры и докторантуры.

### Архиерейство
27 декабря 2024 года решением Священного синода РПЦ избран викарием Калужской епархии с титулом «Тарусский».
2 января 2025 года за Литургией в храме в честь святого праведного Иоанна Кронштадтского города Балабаново Калужской области митрополитом Калужским и Боровским Климентом возведён в сан архимандрита.
14 февраля 2025 года в Тронном зале кафедрального соборного Храма Христа Спасителя в Москве, по окончании всенощного бдения, Патриарх Московский и всея Руси Кирилл возглавил чин наречения архимандрита Макария (Комогорова), во епископа Тарусского, викария Калужской епархии.
2 марта 2025 года в Патриаршем Успенском соборе Московского Кремля хиротонисан во епископа Тарусского, викария Калужской епархии. Хиротонию совершили патриарх Кирилл, митрополит Воскресенский Григорий (Петров), митрополит Калужский и Боровский Климент (Капалин), архиепископ Песоченский и Юхновский Максимилиан (Лазаренко), епископ Балашихинский и Орехово-Зуевский Николай (Погребняк), епископ Козельский и Людиновский Никита (Ананьев), епископ Бийский и Белокурихинский Серафим (Савостьянов), епископ Можайский Иосиф (Королёв), епископ Раменский Алексий (Туриков).
15 мая 2025 года решением Священного Синода назначен епископом Козельским и Людиновским.